# Зои Бриттон
Зои Бриттон (англ. Zoe Britton, род. 25 января 1979, Риверсайд, Калифорния) — сценический псевдоним американской порноактрисы.

## Биография
Бриттон родилась в Риверсдейле (Калифорния), детство провела в Луббоке (Техас). Во время работы стриптизёршей в клубе Луббока она познакомилась с фотографом, который предложил ей сниматься обнажённой. Вместе с Роном Джереми владеет порностудией New Star Productions. Снималась для мужских журналов, в том числе «Penthouse», «Hustler», «Strip Las Vegas».
C 2002 по 2014 год Зои Бриттон снялась в 166 порнофильмах. Снимается исключительно в фильмах лесбийской направленности.

## Премии и номинации
- 2009 — номинация на AVN Award — Лучшая парная лесбийская сцена — Women Seeking Women 44[9]
- 2010 — номинация на AVN Award — Лучшая парная лесбийская сцена — Lesbian Bridal Stories 4 (вместе с Никки Роудс)[10][11]